# نمشوید
نمش‌وید (به مجاری:  Nemesvid) یک منطقهٔ مسکونی در مجارستان است که در ناحیه مارتسالی واقع شده‌است. نمش‌وید ۱۸٫۳۸ کیلومتر مربع مساحت و ۷۱۰ نفر جمعیت دارد.